# Ancyronyx sarawacensis
Ancyronyx sarawacensis es una especie de escarabajo acuático del género Ancyronyx, familia Elmidae, tribu Ancyronychini. Fue descrita científicamente por Jäch en 1994.
Habita en afluentes de los ríos y muy cerca del parque nacional de Gunung Mulu.

## Descripción
El cuerpo es moderadamente alargado, élitros convexos dorsalmente.

## Distribución
Se distribuye por Malasia.